# Igreja Matriz de Nossa Senhora da Vitória
A Igreja Matriz de Nossa Senhora da Vitória fica em Oeiras e é templo primaz da primeira capital do Piauí.
Sua construção data de 1733, substituindo antiga ermmida inaugurada em 1697 um ano após a criação da Freguesia de Nossa Senhora das Vitórias, na Vila da Mocha por Dom Francisco Lima, bispo de Pernambuco. É a mais antiga igreja que se tem conhecimento em todo estado, imponente, é um dos mais bonitos templos católicos do país.
A veneração a Nossa Senhora da Vitória, remonta ao período colonial brasileiro é uma santa muito venerada em Portugal, devoção introduzida por  João I de Portugal, para comemorar a vitória na Batalha de Aljubarrota na qual lhe sagrou Rei de Portugal, prontamente foi proclamada padroeira dos piauienses no ano de 1997 pelo Papa João Paulo II.
Foi a partir do cruzeiro da igreja que a cidade se adensou, casarões foram construídos, o comércio se instalou. Obedecendo as pretensões patrimoniais da coroa portuguesa, se criou nas glebas pecuaristas, um marco no povoamento sertão a dentro e na formação étnica do povo piauiense. 
 Também é palco de uma das mais belas cerimônias durante a Semana Santa a procissão do Fogaréu e Bom Jesus dos Passos.
Torre da direta foi feita posteriormente, destaque-se do restante estilo da igreja, as ombreiras laterais e o óculo é puramente estético e muito característico do período barroco. O altar é esculpido em madeira, com desenhos finos e delicados que se estende ao teto, num estilo rococó sertanejo, mais simples e popular. Cumpri-se na fachada o relógio da torre esquerda, que veio de Liverpool,Inglaterra em 1815. Há muitas lápides no interior da Catedral honraria destina a personalidades importantes do Império, certamente as primeiras figuras políticas a exercer influência na região. A matriz foi tombada em 1940 pelo Iphan e teve sua primeira restauração em 1978.